# Velas Latinoamérica 2022
La regata Velas Latinoamérica 2022 es la cuarta edición de la regata internacional Velas Latinoamérica organizada por la Marina de Brasil. Se tiene programado que el evento tenga lugar entre el 7 al 12 de junio de 2022.

## Países participantes
| Número | Nombre                           | País      | Puerto              |
| ------ | -------------------------------- | --------- | ------------------- |
| 1      | Capitán Miranda                  | Uruguay   | Montevideo          |
| 2      | NVe Cisne Branco (U-20)          | Brasil    | Río de Janeiro      |
| 3      | BAE Guayas                       | Ecuador   | Guayaquil           |
| 4      | BAP Unión (BEV-161)              | Perú      | Callao              |
| 5      | ARC 20 De Julio (PZE-46)         | Colombia  | Cartagena de Indias |
| 6      | ARA Libertad (Q-2)               | Argentina | Buenos Aires        |
| 7      | PNA Dr. Bernardo Houssay (MOV-1) | Argentina | Buenos Aires        |
| 8      | ARM Cuauhtémoc (BE-01)           | México    | Acapulco            |